# Bataille d'Ichirai
La bataille d'Ichirai se déroule en 1539 entre deux factions rivales du clan Shimazu. 
Shimazu Katsuhisa, chef de la famille Shimazu, n'a pas de fils et se trouve évincé par Shimazu Sanehisa, à la tête d'une autre branche du clan, les Sasshū (薩州家). Sanehisa avance alors la prétention d'être le chef du clan sans être correctement reconnu par le reste des familles. Katsuhisa demande à Shimazu Tadayoshi de l'aider à retrouver son poste et celui-ci envoie son fils Shimazu Takahisa pour être adopté par Katsuhisa comme condition de son aide. En 1526, Katsuhisa remet la position de tête de la famille à Takahisa. Cependant, ce n'est pas avant 1539, à la bataille d'Ichirai, lorsque Tadayoshi vainc Katsuhisa (qui reconquiert le pouvoir plus tard) que Takahisa en vient à être reconnu par tous les membres du clan Shimazu comme leur chef.

## Source de la traduction
- (en) Cet article est partiellement ou en totalité issu de l’article de Wikipédia en anglais intitulé « Battle of Ichirai » (voir la liste des auteurs).